# 吉納維芙·科蒂斯
吉納維芙·帕达里基（英語：Genevieve Padalecki，娘家姓科蒂斯〔Cortese〕，1981年1月8日—）是一名美国女演员。她在电视连续剧《野火》中飾演Kris Furillo，并在《狙魔人》中扮演常驻角色恶魔露比。